# Friedrich Krupp
Friedrich Krupp, född 17 juli 1787 i Essen, död 8 oktober 1826 i Essen, var en tysk industrialist, grundare av Fried. Krupp, idag ThyssenKrupp.
Friedrich Krupp var son till Friedrich Wilhelm Krupp och far till Alfred Krupp. 1811 inledde han tillverkningen av stål och 1812 formerade han bolagtet Fried. Krupp som av sonen från 1826 skulle utvecklas till en storkoncern.